# Bee Gees Melody (EP2)

## Közreműködők
- Barry Gibb – ének, gitár
- Maurice Gibb – ének,  gitár, zongora, basszusgitár
- Robin Gibb – ének
- Geoff Bridgeford – dob
- Colin Petersen – dob
- stúdiózenekar Bill Shepherd vezényletével

## A lemez dalai
- In the Morning (Morning of My Life)  (Barry Gibb)  (1970), stereo 3:52, ének: Barry Gibb
- Melody Fair (Barry, Robin és Maurice Gibb)  (1968), stereo 3:48, ének: Barry Gibb, Maurice Gibb
- First of May  (Barry, Robin és Maurice Gibb) (1968), mono 2:50, ének: Barry Gibb
- Give Your Best   (Barry, Robin és Maurice Gibb)  (1968), stereo 3:26, ének: Barry Gibb